# NGC 7337
NGC 7337 (również PGC 69344 lub UGC 12120) – galaktyka spiralna z poprzeczką (SBab), znajdująca się w gwiazdozbiorze Pegaza. Odkrył ją 10 września 1849 roku George Stoney – asystent Williama Parsonsa. Galaktyka ta jest członkiem grupy NGC 7331.
W galaktyce tej zaobserwowano do tej pory jedną supernową – SN 1973O.